# Oxalis pes-caprae
Oxalis pes-caprae, anomenada popularment al País Valencià com a agret i per la zona de Silla com a mampeixet, és una espècie de planta herbàcia del gènere Oxalis de la família de les oxalidàcies descrita per Carl von Linné l'any 1753. El seu nom genèric Oxalis és un manlleu del llatí oxǎlis, -ǐdis, ‘agrella’, del grec όξαλίς, -ίδος óxalís, óxalídos, amb el mateix significat; derivat de όξύς óxýs, ‘agut’, ‘picant’, al·ludint al sabor agre de les fulles i la tija. Ja evocat per Plini el Vell en el seu Naturalis Historia (20, 231). L'epítet específic pes-caprae és un terme compost pels vocables llatins pēs', pědis (derivat del grec πούς poús, ‘peu’) i caprae, ‘cabra’, o sigui, ‘peu de cabra’, al·ludint probablement a la forma dels folíols de les fulles. Se n'accepta el tàxon infraespecífic O, pes-caprae f. pleniflora (Lowe) Sunding
Arreu del territori espanyol està catalogada com a espècie exòtica invasora. Entre altres, això implica que està prohibit comercialitzar-la i introduir-la al medi natural. Tampoc es poden reintroduir exemplars que hagin estat extrets de la natura.

## Morfologia
És una planta herbàcia perenne, de fins a 40 cm d'altura, sense tija aèria, però amb rizoma, ramificat o no, —amb primes arrels laterals brunenques-negroses — que pot arribar a atènyer 20 cm de llarg, vertical i blanquinós, originant-se en un bulb d'un centímetre ovoide i acuminat, embolicat en una túnica de color marró. Aquest bulb està profundament enterrat i el rizoma pot dur uns quants bulbils més, també d'un centímetre; al seu àpex hi ha implantades, en una roseta basal, les fulles trifoliades, estipulades (estípules rectangulars, d'àpex ciliat) peciolades (pecíol de 3-20 cm, amb pèls glandulífers), amb folíols obcordiformes escotats, de 6-22 per 10-40 mm, amb feix glabre i marges i revers més o menys pilosos (aquest últim, finament alveolat) són de color verd i amb taques violàcies o sense a ambdues cares. Les fulles es tanquen, per mitjà d'un pulvínul pilós format per anells mòbils, retraient-se els folíols cap a baix, a ple sol i es queden obertes només quan el dia s'enfosqueix.
La inflorescència és una cima umbel·liforme amb 1-20 flors pentàmeres terminals en un peduncle glabre de 6-35 cm de llarg i els pedicels de la umbel·la, pilosos, de 1,5-2 cm de llarg i amb, a la base de la umbel·la, bràctees i bractèoles triangulars/lanceolades apicalment acabades per un parell d'excrescències de color ataronjat. Les flors tenen els sèpals lanceolats, de color verd, pilosos i amb dues excrescències tuberculiformes als seus àpexs, mentre els pètals, en nombre de 5, encara que de vegades el doble, de 12-25 per 10 mm, són glabres o una mica pilosos i de color groc daurat. El periant es retreu, enrotllant-se els pètals quan s'ensombreix; o sigui tot el contrari que les fulles. El gineceu té un ovari pentacarpelar amb 5 estils lliures i pilosos, mentre el androceu té els seus 10 estams amb filaments glabres i anteres grogues, organitzats en 2 verticils, els del verticil intern més llargs que els de l'extern. El fruit, quan existeix, és una càpsula oblongo-cilíndrica curta (5-8 mm) i d'àpex agut, subglabre, amb 3-4 llavors mil·limètriques per lòcul, globoses, agudes i alveolades de color marró.

## Hàbitat, distribució geogràfica i propagació
És espècie ruderal/arvense: creix en cultius (olivars, ametllers, cítrics, etc.), canyars, en sòls remoguts, alguna cosa humits des del nivell del mar fins a altituds de 800 metres sobre el nivell del mar, i floreix des de setembre fins a maig. També es conrea en jardins, on, en general, no fructifica o dona fruits estèrils. A la península Ibèrica s'ha dispersat a partir d'aquests jardins i, llavors, com no fructifica, la seva reproducció seria exclusivament vegetativa, mitjançant els seus rizomes amb bulbils, de dispersió principalment per antropocòria, per mitjà del transport de substrats contaminats (residus de jardineria, trasllat de terres contaminades, etc.).
Encara que originalment era endèmica de Namíbia i de la regió del Cap a Sud-àfrica, avui dia és subcosmopolita, doncs s'ha aclimatat en moltes regions del món (freqüentment amb influència marítima), entre les quals s'inclouen la conca mediterrània, zones d'Europa, l'oest dels Estats Units, Mèxic i Austràlia, entre d'altres; totes zones on és considerada una mala herba invasiva. La presència de diverses formes de l'espècie —d'estil curt o d'estil llarg— a la Península ibèrica i altres regions on s'ha introduït podria indicar orígens i etapes diferents d'introducció, des de mitjan segle xix fins a finals del segle xx. A Espanya, degut al seu potencial colonitzador i per constituir una amenaça greu per a les espècies autòctones, els hàbitats o els ecosistemes, aquesta espècie ha estat inclosa al Catàleg Espanyol d'Espècies Exòtiques Invasores, aprovat mitjançant el Reial decret 630/2013, de 2 d'agost.

## Galeria

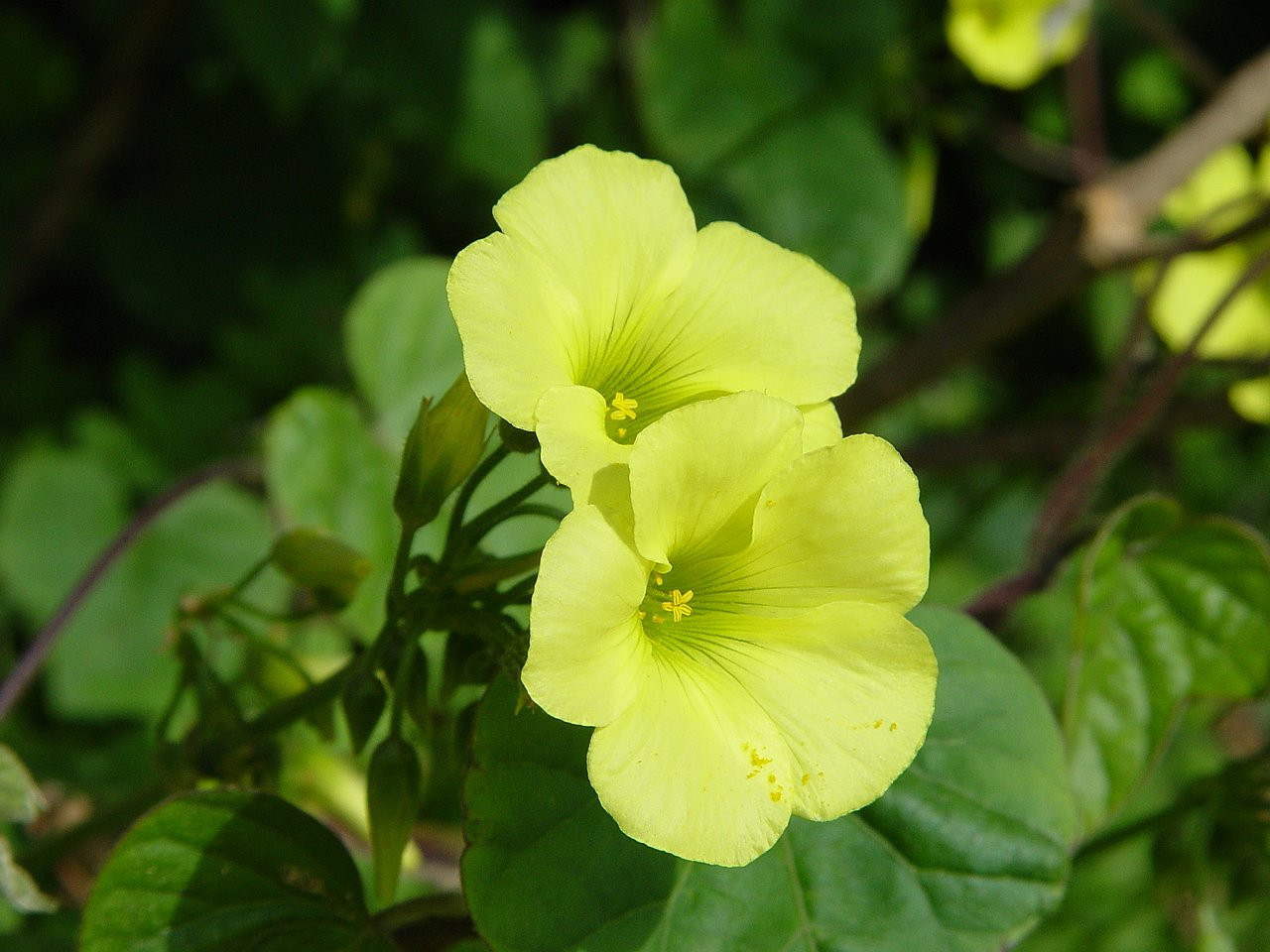
Flor
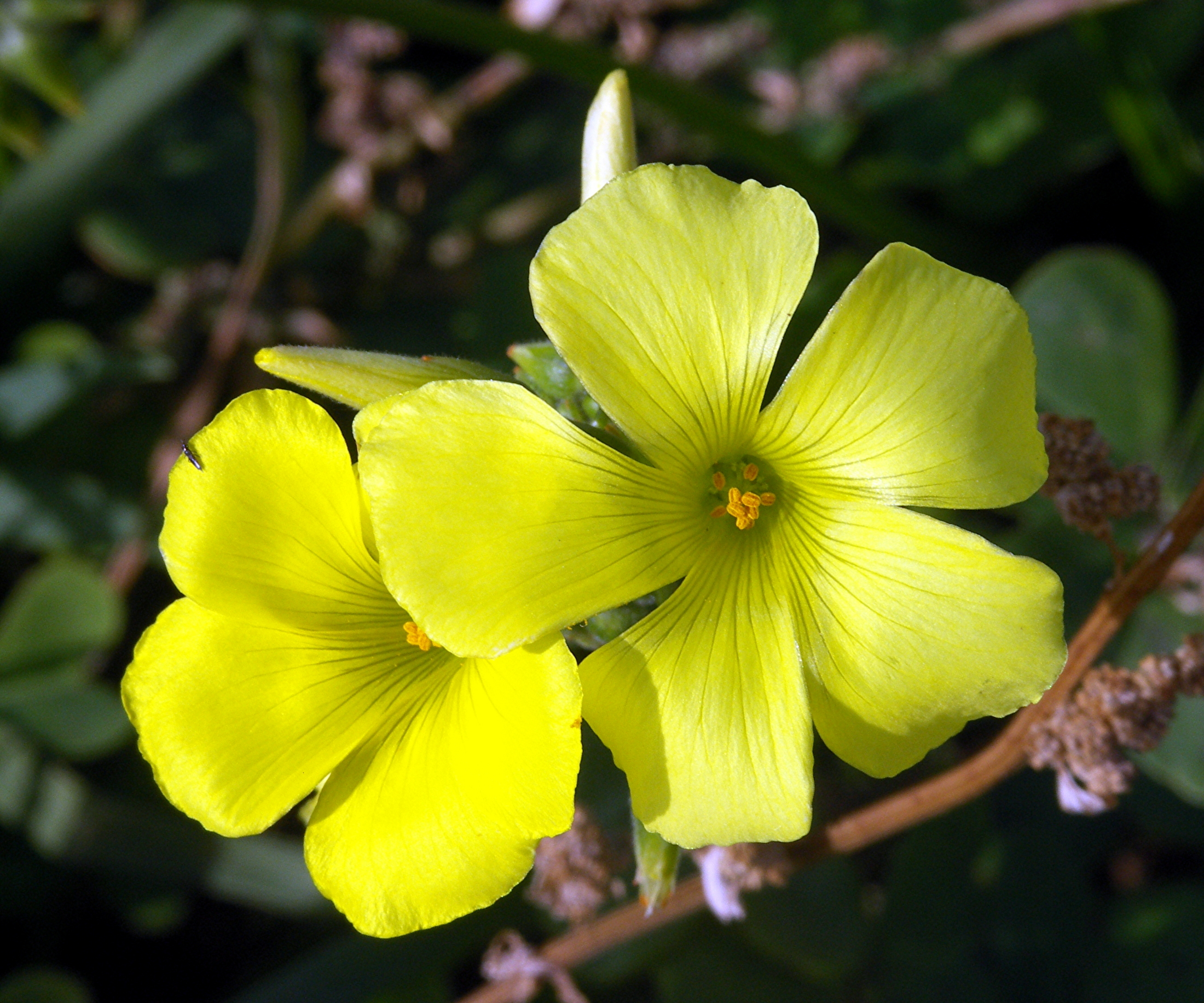
Flors
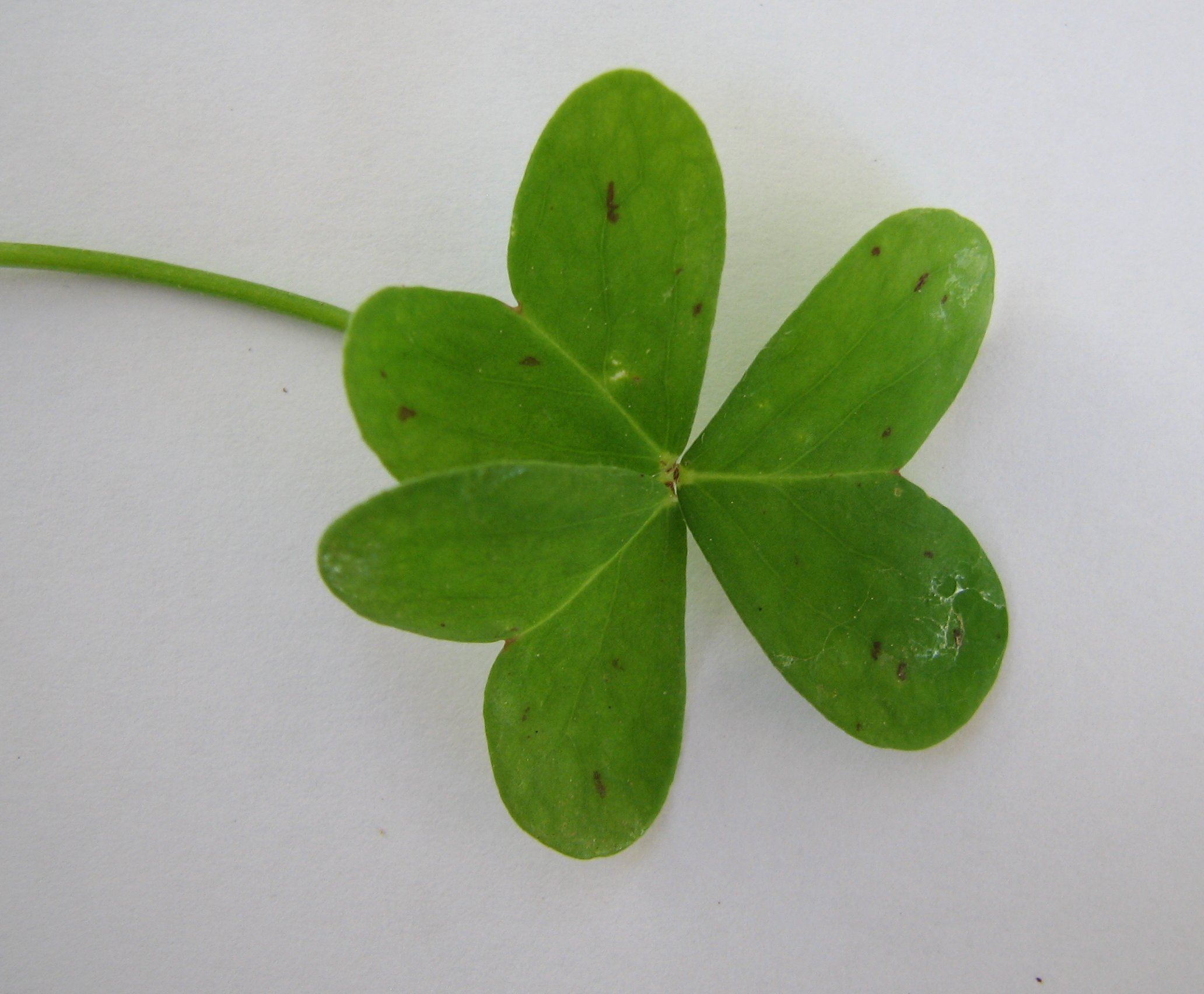
Fulles
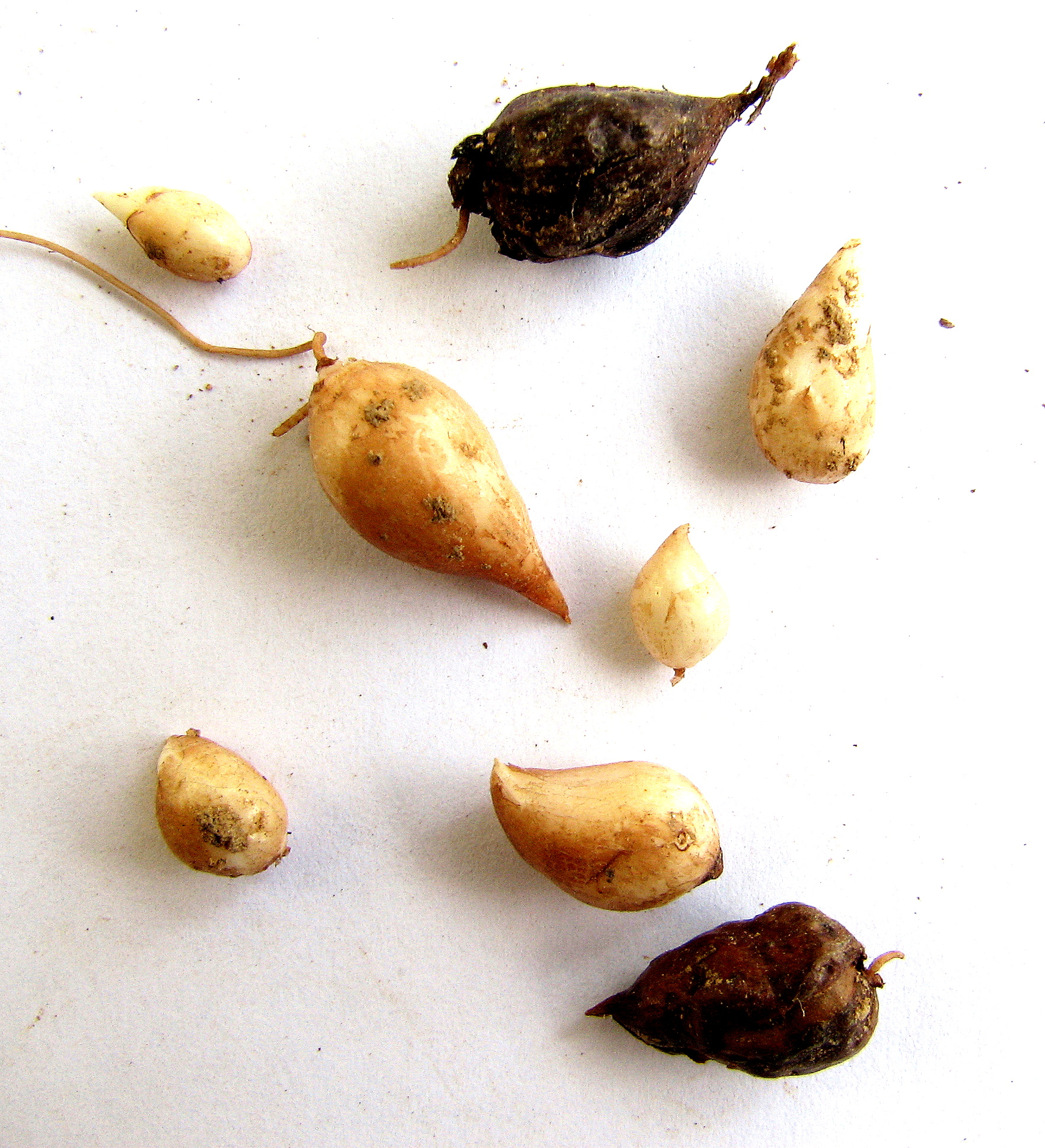
Bulbs
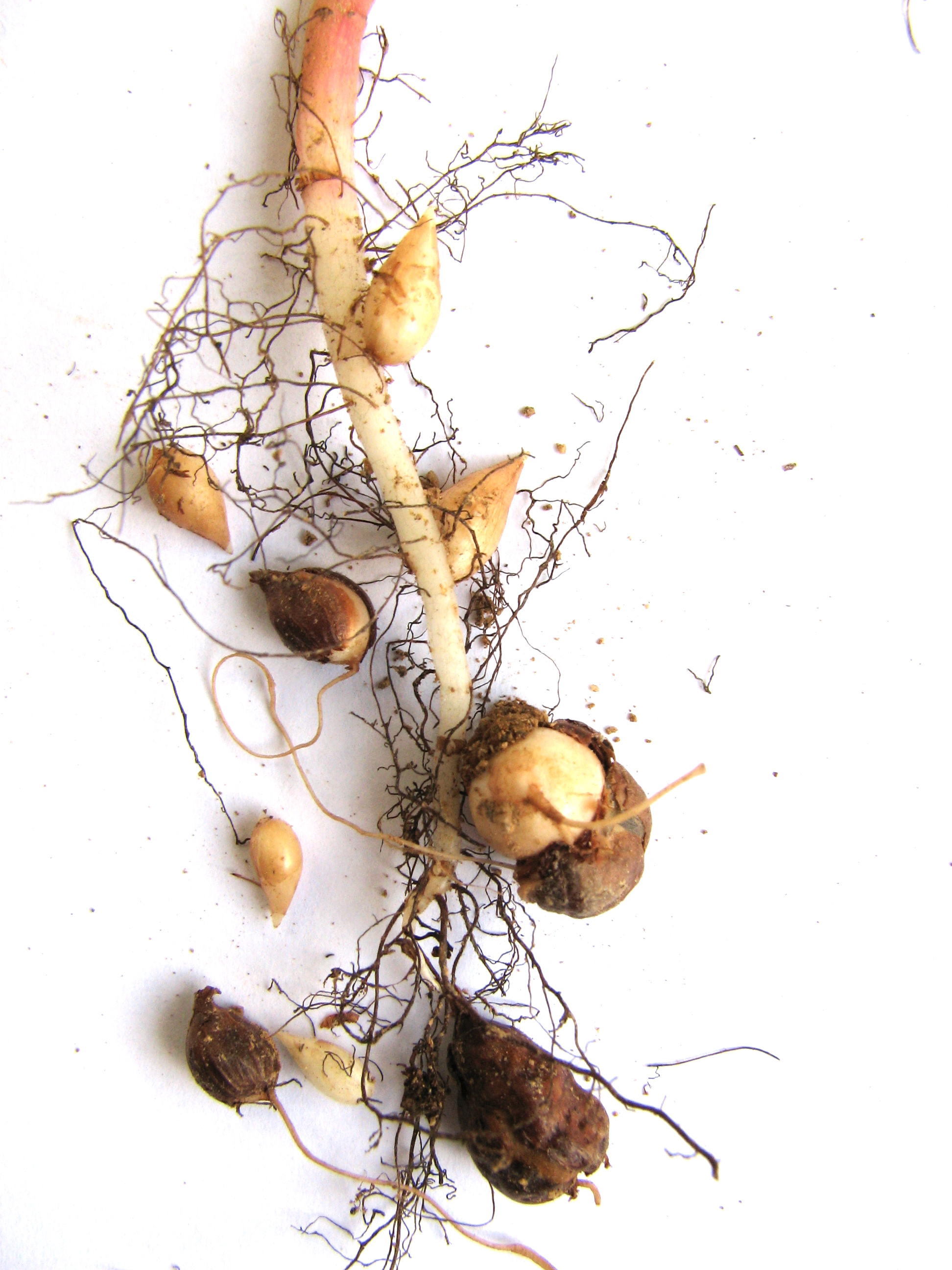
Bulbs i arrels
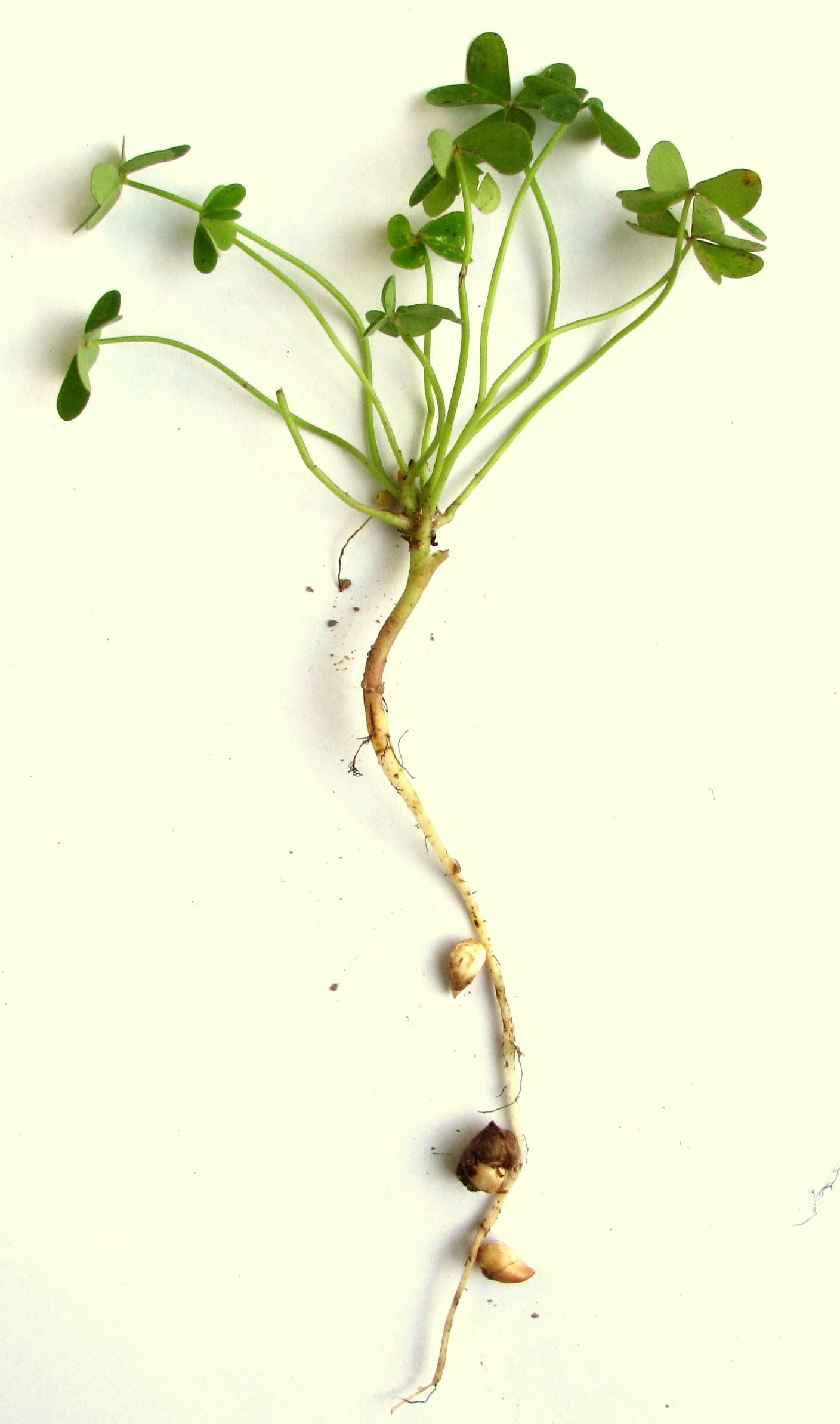
Planta sencera
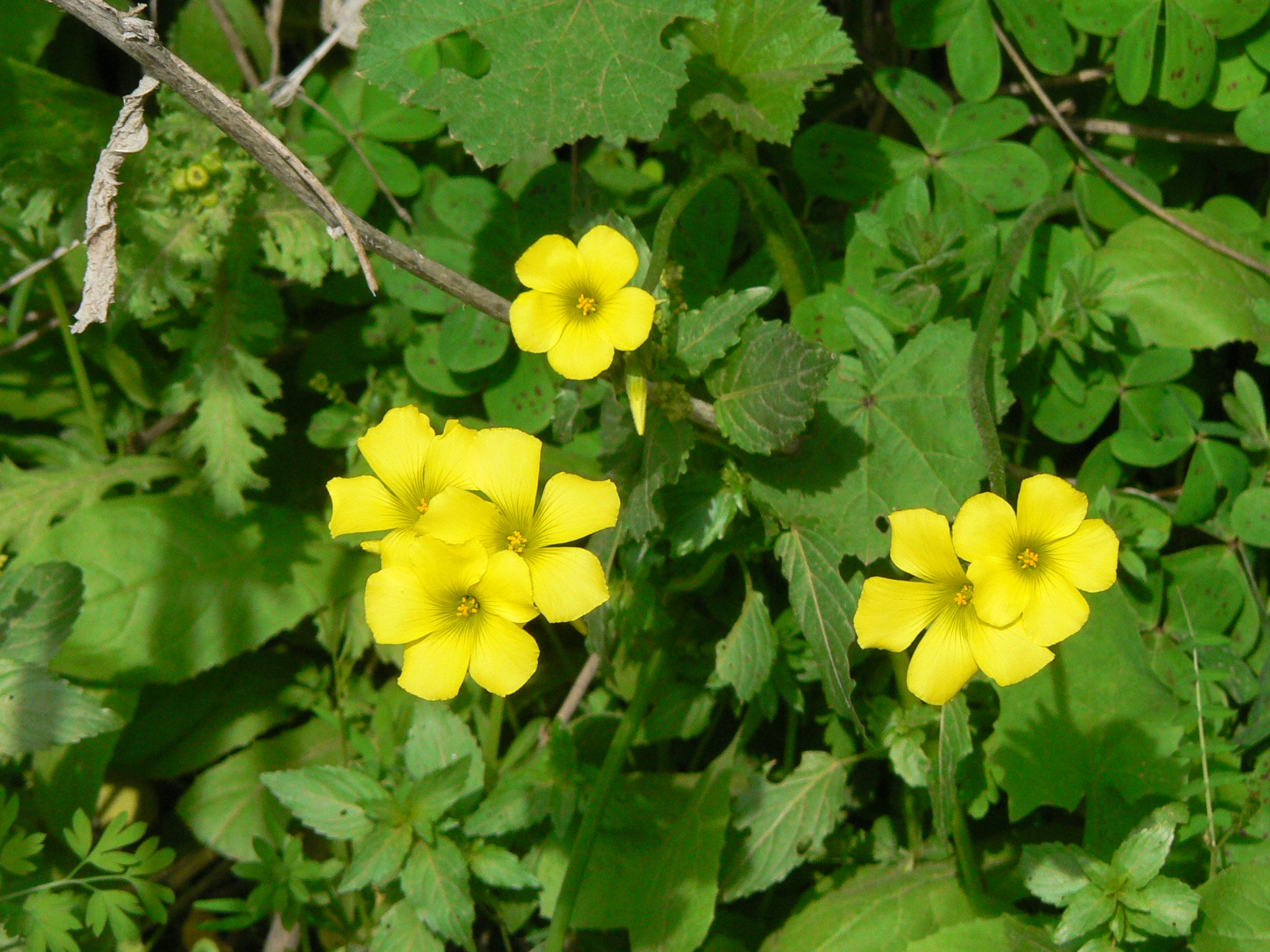
Una planta d’O. pes-caprae creixent a Israel
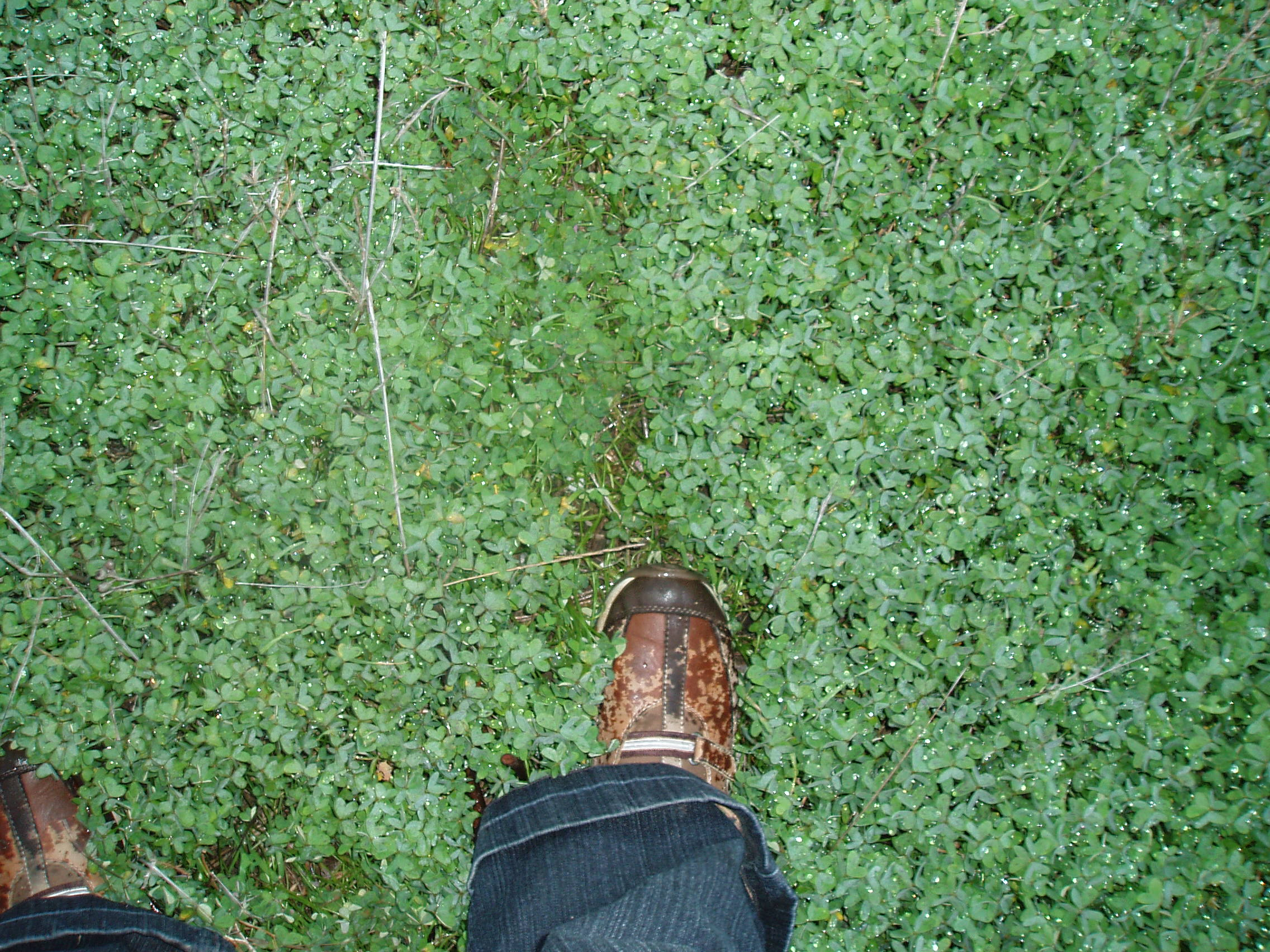
O. pes-caprae creixent com una catifa a Austràlia Meridional
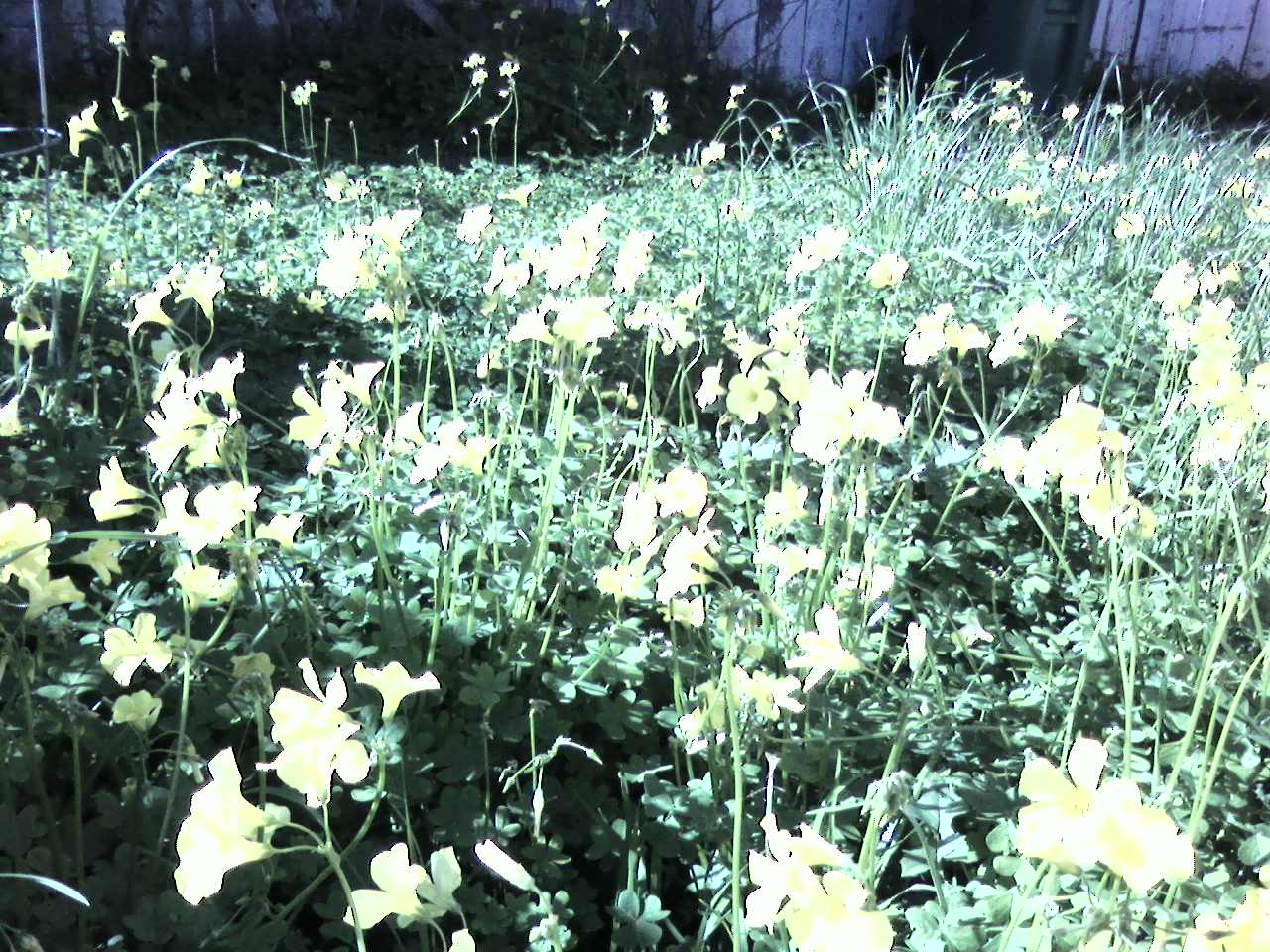
La planta entre altres males herbes en un jardí de Richmond (Califòrnia)
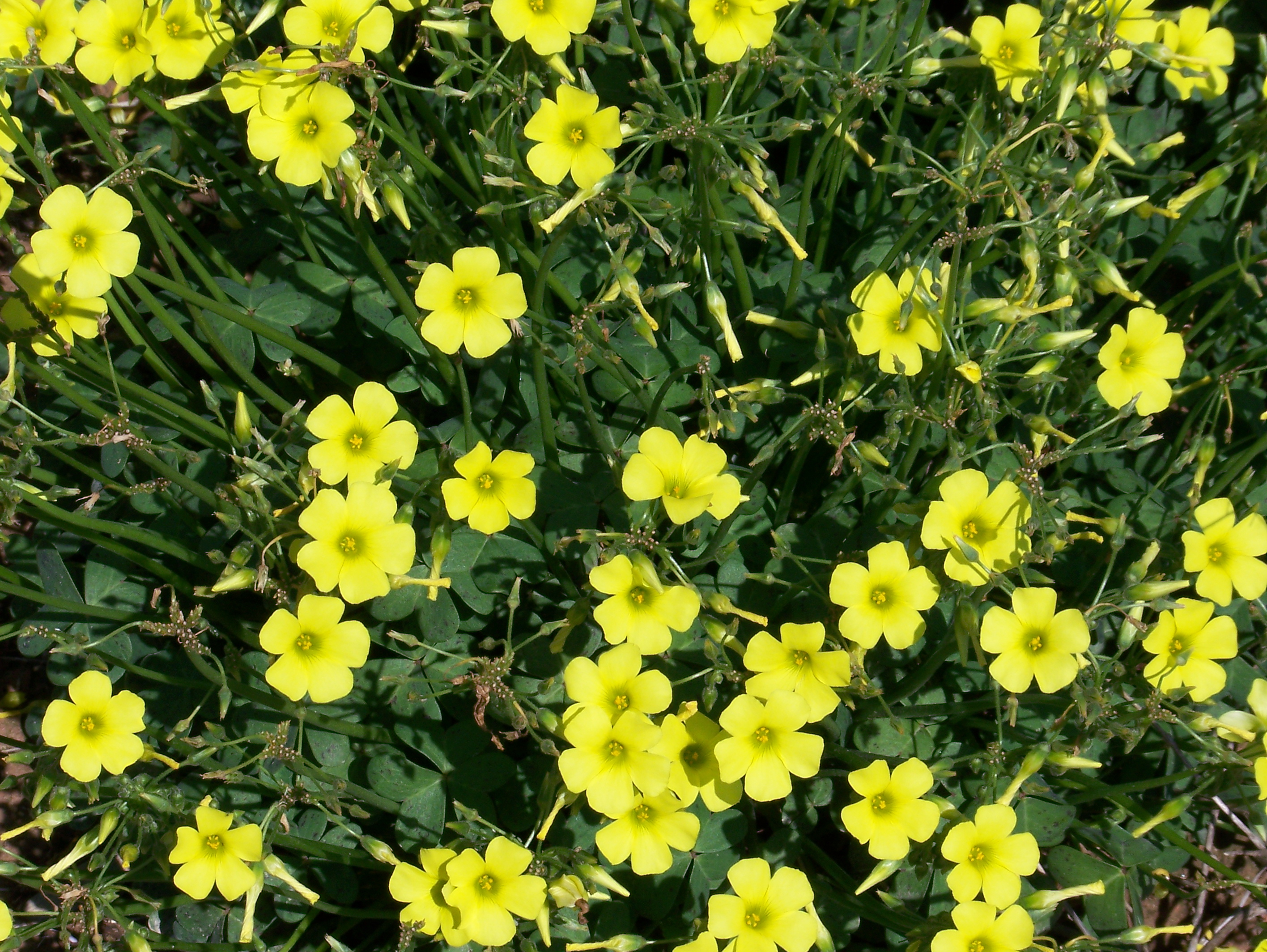
O. pes-caprae a Albatera (Alacant)
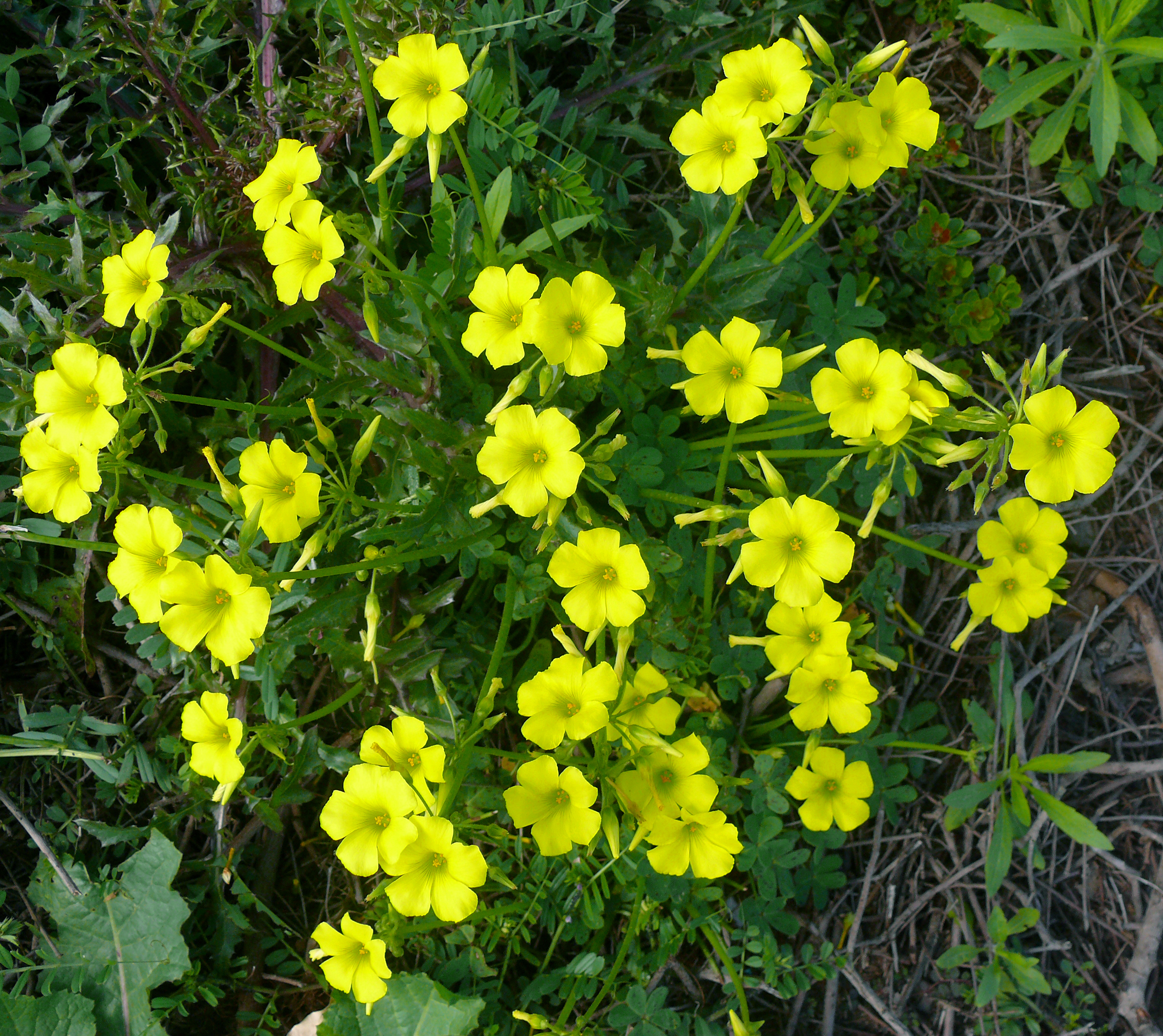
A Israel
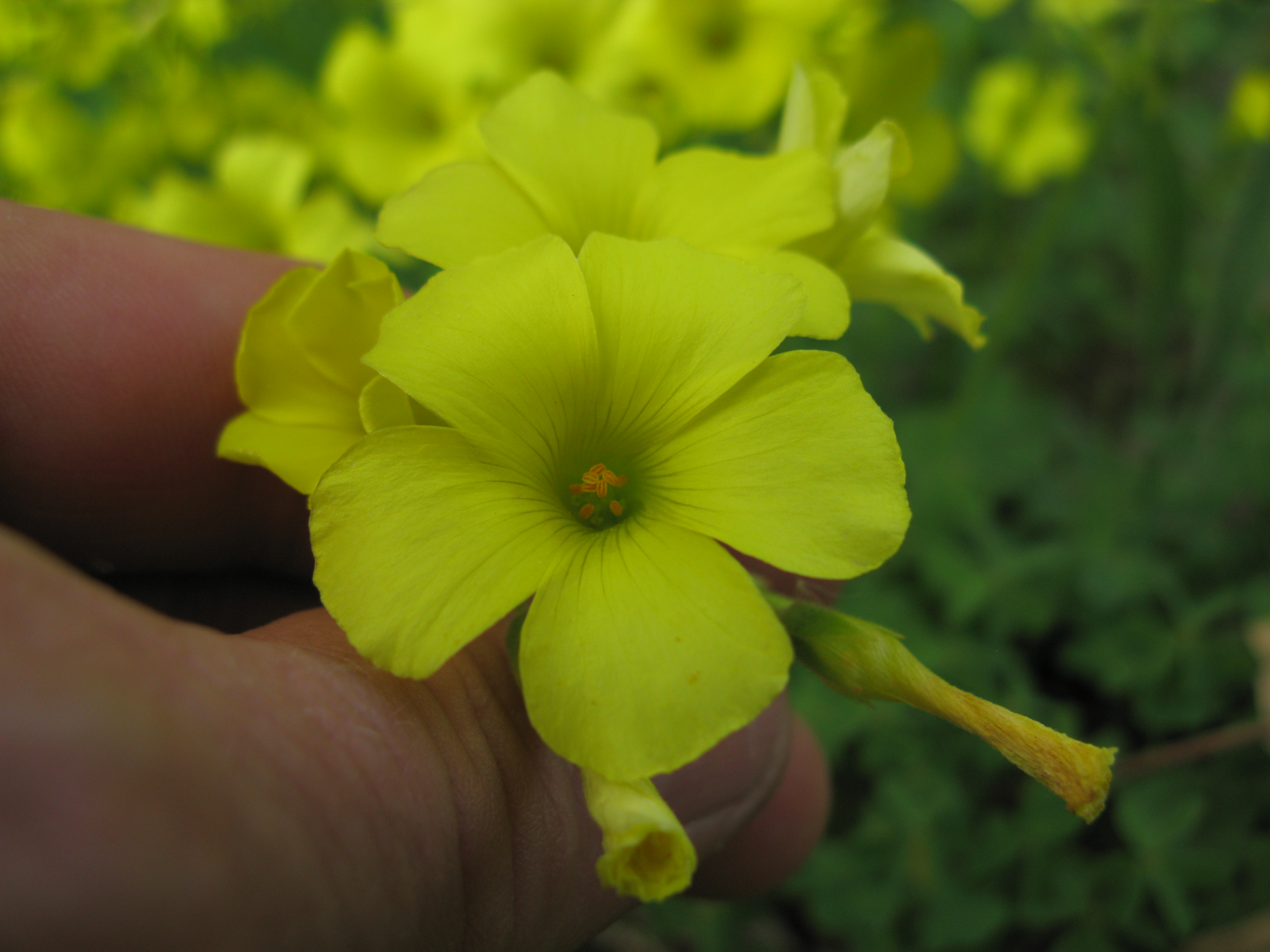
A South West Rocks, Austràlia